# Сомеркотс, Роберт
Роберт Сомеркотс (англ. Robert Somercotes; ?, Сомеркотс, Линкольншир, королевство Англия — 26 сентября 1241, Рим, Папская область) — английский кардинал. Кардинал-дьякон с титулярной диаконией Сант-Эустакьо в 1239. Кардинал-священник с титулом церкви Сан-Кризогоно с 1239 по 26 сентября 1241.